# Eredő erő
Egy testre ható, több erőből álló erőrendszer mindig helyettesíthető egyetlen erővel, az erőrendszer eredőjével. Több erőből álló erőrendszer eredőjét az erők vektoriális összegzésével állíthatjuk elő. Egy erőrendszer eredője az egyetlen erő, amely ugyanolyan hatást fejt ki a testre, mint maga az erőrendszer.

## Az eredő szerkesztése
1.) Felvesszük a hossz- és erőmértéket. 
2.) A hosszmérték alapján felrajzoljuk az erőket a megadott távolságra egymástól, és a jól áttekinthető szerkesztés érdekében hatásvonalukat meghosszabbítjuk (az erőket itt nem kell az erőmértéknek megfelelő nagyságban ábrázolni).
3.) Felveszünk egy, az erők irányával párhuzamos egyenest, és az erőmérték szerint egymás alá, az erők sorrendjében felmérjük az erőket.
4.) Alkalmas helyen veszünk egy O pólust, amellyel az erők végpontjait összekötve megrajzoljuk a vektorsokszöget. 
5.) A vektorsokszög megfelelő oldalaival párhuzamost húzunk az erők hatásvonalain keresztül. Így kapjuk a kötélsokszöget. 
6.) A kötélábra első és utolsó oldalát meghosszabbítva és metszésbe hozva megkapjuk az eredő hatásvonalának egy pontját, amelyen át az eredő – a többi erővel párhuzamosan – megrajzolható.

## Síkbeli erőrendszer esetén a következő négy eset lehetséges
– valamennyi erő hatásvonala közös;
– az erők hatásvonalai közös pontban metsződnek;
– az erők hatásvonalai általános helyzetűek;
– valamennyi erő hatásvonala párhuzamos.

## A közös pontban metsződő erők eredőjének megszerkesztése
1) az összetevőket folytonos nyílfolyammal egymás után felmérjük: az első vektor végpontjából a második vektorát, a második végpontjából a harmadik vektorát, stb.,
2) az első vektor kezdőpontját az utolsó vektor végpontjával összekötve megkapjuk az eredő irányát és nagyságát,
3) az erők nyílfolyamával ütköző nyíllal megkapjuk az eredő értelmét.

## Az erőparalelogramma vagy erőháromszög tétele
Tétel: Ha két erő hatásvonala közös pontban metsződik, az eredő hatásvonala szintén a metszésponton megy át és az erő síkjában fekszik; az eredő nagysága az erők vektoriális összegével egyenlő.
Ha az eredőt vektorháromszög módszerrel szerkesztjük, és körbejárjuk az így kapott, ún. vektorháromszöget, megfigyelhetjük, hogy az eredő vektor nyila ütközik a komponensek nyílfolyamával.
Ha az erők egymással szöget zárnak be, az erők eredője az alkotók vektorösszegeként kapható meg.